# Нога (Мартвильский муниципалитет)
Нога (груз. ნოღა) — село в Грузии, на территории Мартвильского муниципалитета края (мхаре) Самегрело-Верхняя Сванетия.

## География
Село находится в западной части Грузии, на расстоянии приблизительно 15 километров (по прямой) к западо-северо-западу от города Мартвили, административного центра муниципалитета. Абсолютная высота — 223 метра над уровнем моря.

## Население
По результатам официальной переписи населения 2014 года, в Ноге проживало 402 человека (203 мужчины и 199 женщин). В национальной структуре населения грузины составляли 100 %.
| Год  | Население, человек |
| ---- | ------------------ |
| 2002 | 515                |
| 2014 | ↘ 402              |